# Cove (Arkansas)
Cove é uma cidade  localizada no estado americano de Arkansas, no Condado de Polk.

## Demografia
Segundo o censo americano de 2000, a sua população era de 383 habitantes.
Em 2006, foi estimada uma população de 387, um aumento de 4 (1.0%).

## Geografia
De acordo com o United States Census Bureau, a localidade tem uma área de 4,5 km², sem área coberta por água. Cove localiza-se a aproximadamente 319 m acima do nível do mar.

## Localidades na vizinhança
O diagrama seguinte representa as localidades num raio de 24 km ao redor de Cove.